# Anareia truncatus
Anareia truncatus är en insektsart som beskrevs av Alexander Fyodorovich Emeljanov 1962. Anareia truncatus ingår i släktet Anareia och familjen dvärgstritar. Inga underarter finns listade i Catalogue of Life.